# Pátriárka

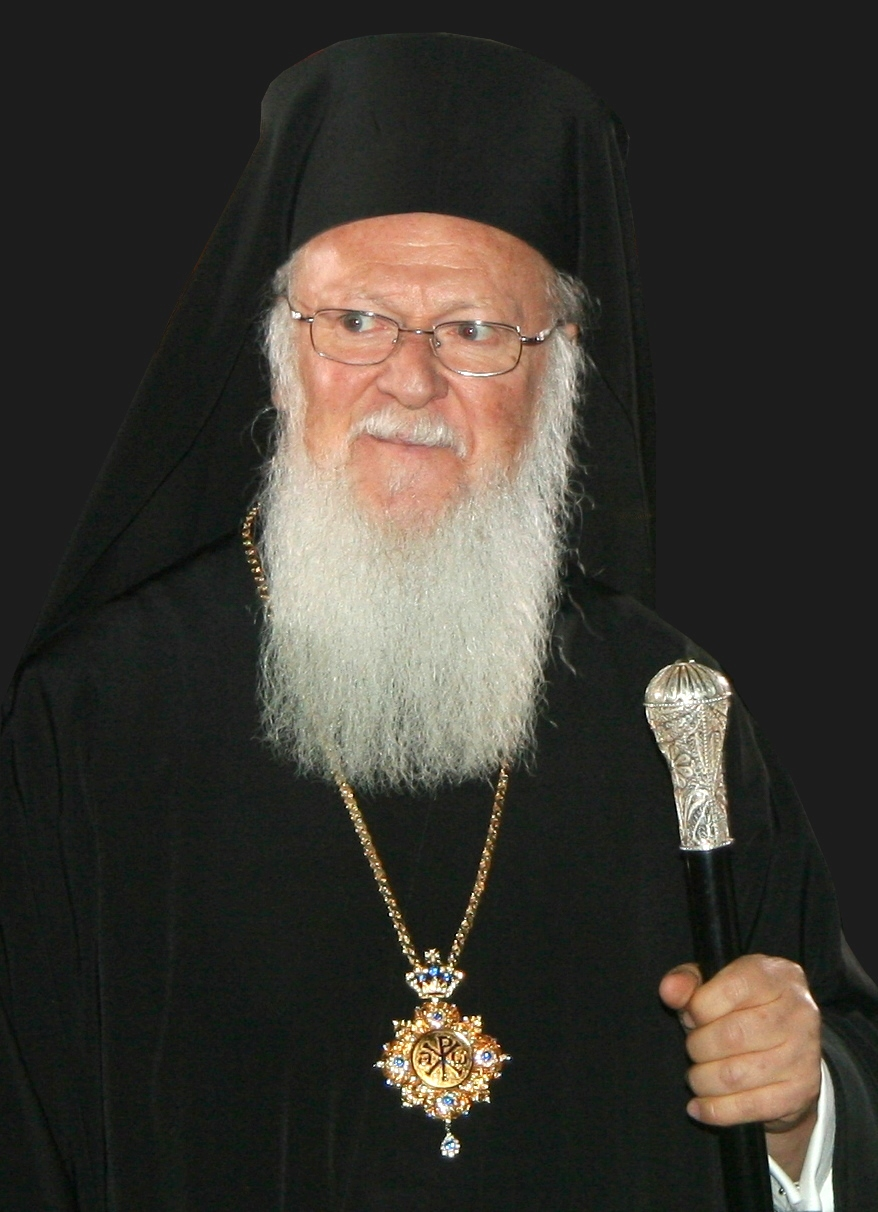
I. Bartholomaiosz konstantinápolyi pátriárka

A pátriárka a kereszténység ortodox ágában és egyes egyházakban a legmagasabb rangú püspök, aki a hierarchia csúcsán áll.
Eredetileg (a római jogban) a patriarcha az a férfi volt, aki a nagycsalád vezetőjeként korlátlan hatalommal rendelkezett az adott család fölött (pater familias). Az ilyen – a rangidős férfi vezette – rendszert hívják patriarkátusnak.

## Etimológia
A szó görög eredetű, a „πάτερ” (pater, apa) és „άρχων” (arkhón, főnök, vezető, uralkodó) szavak összetétele. Jelentése kb.: „családfőnök”.

## Ószövetség
A pátriárkák az Ószövetségben: Ábrahám, Izsák és Jákob, valamint leszármazottaik a zsidóság pátriárkái és így a kor, amelyben éltek: a patriarkális kor másképpen a pátriárkák kora.

## Kereszténység

### Történet
Eredetileg a kereszténységben öt pátriárka volt.

### Pátriárkák
A pátriárka egyházi szóhasználatban püspököt – pontosabban az egyházmegyei székvárosban (metropolisban) székelő püspököt – jelent, aki fokozatosan püspöktársai fölé emelkedett és metropolita hatóságot nyert. A katolikus egyház, az ortodox egyházak és az ókeleti egyházak legfőbb püspökét is hagyományosan pátriárkának, a tisztséget, illetve a felügyelt egyházmegyét pedig patriarkátusnak nevezik. Szintén pátriárka volt a keresztény közösség természetes vezetője egy más vallású ország területén (például az Oszmán Birodalomban).
- római (ez egyenlő a pápával) → római pápák listája
- konstantinápolyi (Isztambul a város mai neve, de az egyházban még a régi névvel hivatkoznak rá) → konstantinápolyi pátriárkák listája
- alexandriai → kettészakadt az 5. században: kopt pápák listája, alexandriai görög pátriárkák listája
- antiochiai → kettészakadt a 6. században: antiochiai szír pátriárkák listája, antiochiai görög pátriárkák listája
- jeruzsálemi → kettészakadt a 7. században: jeruzsálemi görög pátriárkák listája, jeruzsálemi örmény pátriárkák listája
- Ezenkívül pátriárka címmel egyenértékű az:
  - Asszír keleti egyház fejének méltósága → Nesztoriánus pátriárkák listája
  - Örmény apostoli ortodox egyház fejének méltósága → Örmény katolikoszok listája
  - Grúz ortodox egyház fejének méltósága → Grúz katolikoszok listája
  - Etióp ortodox egyház fejének méltósága → Etióp pátriárkák listája
- Valamint az ortodox egyházak vezetőinek tisztsége is:
  - Orosz pátriárkák listája
  - Bolgár pátriárkák listája
  - Román pátriárkák listája
  - Szerb pátriárkák listája

A nyugati latin rítusú katolikus egyházban a római pápán kívül külön pátriárka méltóság nem fejlődött ki, de egyes püspökök vagy érsekek (például a velencei) elnyerhették ezt a címet („kisebb pátriárkák”). A Rómához tartozó keleti katolikus részegyházakban és az ortodox egyházakban ellenben valóságos pátriárkák vannak. Az ortodox egyházaknál az eredeti négy méltóság mára kilenc ortodox patriarkátusra bővült. A patriarkátusok autonóm közösségek, rangban egyenlőek egymással, habár a konstantinápolyi pátriárka mint a Birodalmi Város vezetője, „egyenlőbb az egyenlőknél”.

## Külső hivatkozások
- https://web.archive.org/web/20050204171015/http://www.hostkingdom.net/orthodox.html